# 成田夢愛
成田 夢愛（なりた ゆあ、2006年6月14日 - ）は、大阪府出身の女子サッカー選手。岡山湯郷Belle所属。ポジションはディフェンダー。

## 来歴
2024年12月18日、岡山湯郷Belleへの加入が発表された。

## 所属クラブ
- FC LAZO (大阪府)
- mfl filha fc (大阪府)
- 神村学園高等部女子サッカー部
- 2025年 - 岡山湯郷Belle